# Населённые пункты Ивановской области
Ивановская область, по данным переписи населения 2010 года, включает 3048 населённых пунктов, в том числе:
- 30 городских населённых пунктов (в списках выделены оранжевым цветом), среди которых:
  - 17 городов,
  - 13 посёлков городского типа;
- 3018 сельских населённых пунктов.

В списках населённые пункты распределены по 6 городам, соответствующим категории областного подчинения и 21 району.
Численность населения населённых пунктов приведена по данным переписи населения 2010 года, численность населения городских населённых пунктов (посёлков городского типа (рабочих посёлков) и городов) — по оценке на 1 января 2021 года.

## Города
Города, соответствующие категории областного подчинения, согласно ГКГН (Вичуга, Иваново, Кинешма, Кохма, Тейково, Шуя), в рамках организации местного самоуправления образуют городские округа.
| № | Населённый пункт | Тип   | Население |
| - | ---------------- | ----- | --------- |
| 1 | Вичуга           | город | 30 694    |
| 2 | Иваново          | город | 361 644   |
| 3 | Кинешма          | город | 77 694    |
| 4 | Кохма            | город | 30 940    |
| 5 | Тейково          | город | 31 305    |
| 6 | Шуя              | город | 55 225    |

Согласно ОКАТО Кохма числится в составе района, а городом областного подчинения является Фурманов.
| № | Населённый пункт | Тип   | Население |
| - | ---------------- | ----- | --------- |
| 1 | Фурманов         | город | 29 715    |

## Районы
О населённых пунктах в составе районов Ивановской области см.:
Населённые пункты Ивановской области в районах (от А до О);
Населённые пункты Ивановской области в районах (от П до Я).